# 北海道道878号光台種川線
北海道道878号光台種川線（ほっかいどうどう878ごう ひかりだいたねかわせん）は、北海道瀬棚郡今金町内を結ぶ一般道道（北海道道）である。

## 概要

### 路線データ
- 起点：北海道瀬棚郡今金町光台
- 終点：北海道瀬棚郡今金町種川（国道230号交点）
- 総延長：4.101 km
- 実延長：4.086 km
- 重用延長：0.015 km
- 未舗装延長：0.576 km

## 歴史
- 1976年（昭和51年）3月31日 - 路線認定[1]。

## 路線状況

### 道路施設

#### 主な橋梁
- 高根沢橋（77 m、メップ川、今金町種川）

## 地理

### 通過する自治体
- 檜山振興局
  - 瀬棚郡今金町

### 交差する道路
今金町
- 国道230号 - 種川（終点）